# Аладжа слап
Аладжа̀ слап, известен още като Пъстри слап, е връх в Канарския дял на Централна (Средна) Рила. Висок е 2684 m.